# Saturn Corporation
Saturn Corporation — підрозділ американського концерну General Motors, засноване 7 січня 1985 року в хвилі успіху японських автомобілів в США. За свою недовгу історію Saturn була вельми незалежна від материнської компанії — мала власну складальну лінію в Спрінг Хілл, штат Теннессі, а також окрему мережу роздрібної торгівлі. Офіційний слоган компанії — «Different Kind of Car Company» («Автовиробник, не схожий на інших»).
Після зриву угоди про покупку Saturn групою компаній Penske у вересні 2009 року, General Motors заявив про припинення випуску автомобілів цієї марки. 31 жовтня 2010 року став останнім днем в історії компанії.